# Peter Mayer (Schauspieler)
Peter Mayer ist ein US-amerikanischer Schauspieler und Theaterleiter. Als Theaterschauspieler ist er in verschiedenen Theatern in St. Louis im US-Bundesstaat Missouri tätig.

## Leben
Mayer wuchs in den 1950er und 1960er Jahren auf. Nach seinem Schauspielstudium an der Katholischen Universität tourte Mayer zwei Jahre lang mit den National Players durch die USA. Während dieser Zeit verkörperte er die Rolle des Mercutio in William Shakespeares Romeo und Julia und den historischen Henry „Hotspur“ Percy, einem Freund und späteren Feind von Heinrich IV. im gleichnamigen Stück Heinrich IV., Teil 1 ebenfalls von Shakespeare. Während er in New York City lebte, verkörperte er den Bösewicht Duke Rafferty in der Soap Guiding Light und einen der Mitchum Men. Er hat laut eigenen Aussagen mit jeder Theatergruppe in St. Louis zusammengearbeitet. 2008 übernahm er im The Grandel Theatre die titelgebende Hauptrolle in Shakespeares König Lear. Mayer ist mit der Schauspielerin Kari Ely verheiratet.
Seine größte Filmrolle hatte er 2006 in Black Hole – Das Monster aus dem schwarzen Loch als General Tate. 2020 war er zudem in fünf Episoden der Fernsehserie Casting The Net in der Rolle des Archibald Maxwell zu sehen. Seit 2018 ist er Theaterleiter des Upstream Theater in St. Louis. Er war zuvor viele Jahre als Schauspieler an der Bühne tätig.

## Filmografie (Auswahl)
- 2000: America’s Favorite Pastime (Kurzfilm)
- 2005: Abdul Loves Cleopatra
- 2006: Black Hole – Das Monster aus dem schwarzen Loch (The Black Hole) (Fernsehfilm)
- 2006: Who is afraid of Joe Rodriguez? (Kurzfilm)
- 2009: How I Got Lost
- 2010: Kingshighway
- 2011: The Playboy Club (Fernsehserie, Episode 1x01)
- 2013: The Bloodfest Club (Kurzfilm)
- 2014: Apparitional
- 2015: Sleep with Me
- 2016: Exorcist: House of Evil
- 2018: Darkness Reigns
- 2019: The Ghost Who Walks
- 2020: Casting The Net (Fernsehserie, 5 Episoden)

## Theater (Auswahl)
- 1998: Aerwacol (The Little Theatre on the Park)
- 2003: Macbeth (Shakespeare Glen at Forest Park)
- 2007: Knives in Hens (The Little Theatre on the Park)
- 2008: The Scene (ArtLoft Theatre)
- 2008: The Concert (The Little Theatre on the Park)
- 2008: King Lear (The Grandel Theatre)
- 2008: Killing Women (The Kranzberg Arts Center)
- 2009: Glengarry Glen Ross (The Kranzberg Arts Center)
- 2009: Woyzeck (The Kranzberg Arts Cente)
- 2009: Conversations With My Father (Clayton High School Little Theatre)
- 2009: The Laramie Project: 10 Years Later (The Community Music School of Webster University)
- 2009: Brooklyn Boy (Clayton High School Little Theatre)
- 2010: Oedipus King (The Kranzberg Arts Center)
- 2011: The Price (ArtSpace at Crestwood Court)
- 2011: Blood Wedding (The Kranzberg Arts Center)
- 2012: The Value of Names (Marvin and Harlene Wool Studio Theatre)
- 2013: Sense and Sensibility (Loretto-Hilton Center Browning Mainstage)
- 2014: The Homecoming (The Kranzberg Arts Center Black Box Theatre)
- 2015: The Sunshine Boys (Marvin and Harlene Wool Studio Theatre)
- 2019: Farragut North (Gaslight Theatre)